# Une nuit au Moulin-Rouge
Pour plus de détails, voir Fiche technique et Distribution.
Une nuit au Moulin-Rouge est un film français de Jean-Claude Roy sorti en 1957.

## Fiche technique
- Titre : Une nuit au Moulin-Rouge
- Réalisation : Jean-Claude Roy
- Coopération technique : Georges Lautner
- Scénario : Gloria Phillips et Jean-Claude Roy
- Dialogues : Jean Girault
- Photographie : Pierre Dolley
- Son : Jean Bonnafoux
- Musique : Francis Lopez
- Montage : Jacques Mavel
- Production : Gimeno-Phillips Films
- Pays d'origine :  France
- Format : 35 mm - Son mono
- Durée : 90 minutes
- Date de sortie : 
  - France - 7 août 1957
- Affiche : Boris Grinsson (France)

## Distribution
- Tilda Thamar : Tania
- Noël Roquevert : Guillaumet
- Maurice Baquet
- Armand Bernard
- Jean Tissier
- Amédée : Amédée
- Marie Dubas
- Miguel Amador
- Georges Galley
- Denise Carvenne
- Gaston Orbal
- Maurice Sarfati
- Michèle Bardollet
- Robert Seller
- Dominique Page
- Lisette Lebon
- Doris Marnier : Micheline